# Cratere Placidia
Placidia è un cratere sulla superficie di 4 Vesta.